# Where I Am
Where I Am é uma canção da cantora Anja Nissen. Ela irá representar a Dinamarca no Festival Eurovisão da Canção 2017.